# نيفورتيموكس/إيفلورنيتين
نيفورتيموكس/إيفلورنيتين (بالإنجليزية: Nifurtimox/eflornithine) هو مزيج من اثنين من الأدوية المضادة للطفيليات، نيفورتيموكس وايفلورنيثين، وتستخدم في  علاج داء المثقبيات الأفريقي (مرض النوم).  وقد تم تضمينه في منظمة الصحة العالمية ضمن  القائمة النموذجية للأدوية الأساسية.
يستخدم نظام العلاج المعروف باسم علاج توليفة والمكون من- (ايفلورنيثين- النيفورتيموكس) وفي المرحلة الثانية من المثقبيات الأفريقية يتوطن المرض. ينطوي النظام على التسريب البطيء من 400 ملغ من الإيفلورنيثين كل 12 ساعة لمدة 7 أيام متتاليه مع 15 ملغم / كغم من النيفورتيموكس يتم إعطائه شفويا ثلاث مرات في اليوم لمدة 10 أيام. 